# New Jersey Nets 1988-1989
La stagione 1988-89 dei New Jersey Nets fu la 13ª nella NBA per la franchigia.
I New Jersey Nets arrivarono quinti nella Atlantic Division della Eastern Conference con un record di 26-56, non qualificandosi per i play-off.

## Roster
| N° | Naz.                   | Ruolo | Sportivo            | Anno | Alt. | Peso |
| -- | ---------------------- | ----- | ------------------- | ---- | ---- | ---- |
| 2  | Stati Uniti (bandiera) | GA    | Dennis Hopson       | 1965 | 196  | 91   |
| 5  | Stati Uniti (bandiera) | G     | John Bagley         | 1960 | 183  | 84   |
| 6  | Stati Uniti (bandiera) | A     | Walter Berry        | 1964 | 203  | 98   |
| 7  | Stati Uniti (bandiera) | G     | Kevin Williams      | 1961 | 188  | 79   |
| 11 | Stati Uniti (bandiera) | C     | Joe Barry Carroll   | 1958 | 213  | 102  |
| 12 | Stati Uniti (bandiera) | G     | Corey Gaines        | 1965 | 191  | 88   |
| 15 | Stati Uniti (bandiera) | G     | Lester Conner       | 1959 | 193  | 82   |
| 20 | Stati Uniti (bandiera) | A     | Bill Jones          | 1966 | 201  | 79   |
| 22 | Stati Uniti (bandiera) | GA    | Mike McGee          | 1959 | 196  | 86   |
| 23 | Stati Uniti (bandiera) | AC    | Roy Hinson          | 1961 | 206  | 95   |
| 24 | Stati Uniti (bandiera) | AC    | Keith Lee           | 1962 | 208  | 98   |
| 33 | Stati Uniti (bandiera) | AC    | Charles Shackleford | 1966 | 208  | 102  |
| 34 | Stati Uniti (bandiera) | A     | Chris Morris        | 1966 | 203  | 95   |
| 40 | Stati Uniti (bandiera) | C     | Ron Cavenall        | 1959 | 216  | 104  |
| 52 | Stati Uniti (bandiera) | AC    | Buck Williams       | 1960 | 203  | 98   |

## Staff tecnico
- Allenatore: Willis Reed
- Vice-allenatori: Butch Beard, Lee Rose